# Möller

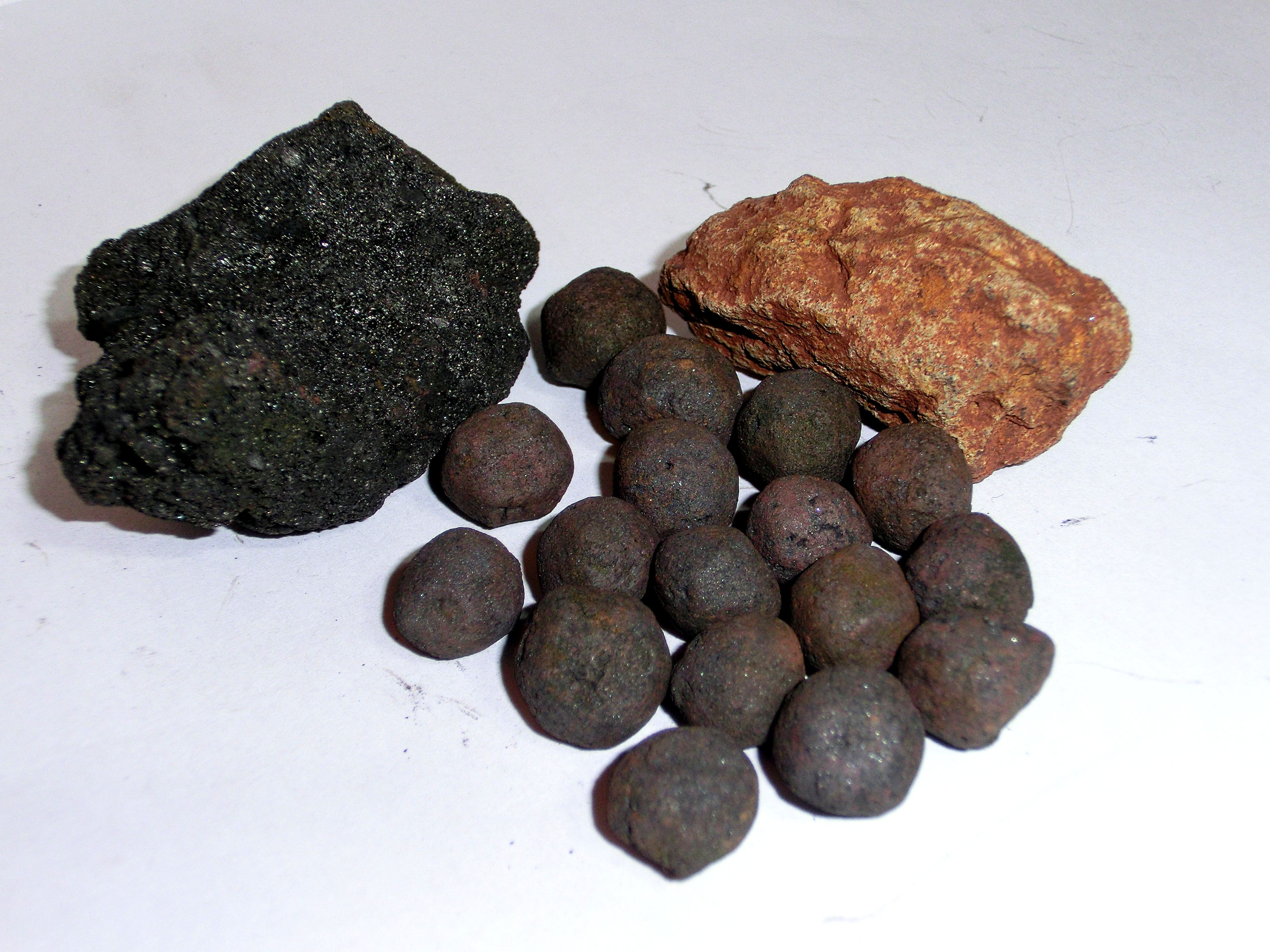
Möller für einen modernen Hochofen, von links nach rechts: Koks, Eisenerz als gesinterte Pellets, Kalkstein

Der Möller (althochdeutsch für Gemisch) ist ein Gemisch aus metallhaltigen Erzen, Kohlenstoff und Zuschlagstoffen, das zur Gewinnung des Eisens aus dem Erz im Hochofenprozess benötigt und durch Sintern in einer Sinteranlage aus den Bestandteilen gewonnen wird. Gelegentlich werden die kohlenstoffhaltigen Heizstoffe (meistens Koks) auch zum Möller gerechnet, da sie als Reduktionsmittel bei der Eisengewinnung dienen.

## Eisengewinnung
Beispielsweise wird Eisenerz zusammen mit Koks und von der Beschaffenheit des Erzes abhängigen Zuschlagstoffen wie z. B. Kalk bei der Eisengewinnung im Hochofenprozess eingesetzt.
Bei der Beschickung eines Hochofens folgt je eine Schicht aus Möller auf eine Koksschicht. Der Koks dient im Hochofen sowohl als Reduktionsmittel des Erzes als auch als Brennstoff.
Die Zuschlagstoffe im Möller verringern den Schmelzpunkt der Erze und dienen als Flussmittel bzw. als Schlackenbildner. Ihre Zusammensetzung richtet sich nach der Beschaffenheit des Erzes. Silikatreiche Erze werden mit kalkhaltigen Zuschlägen zu Möller verarbeitet, kalkhaltige Erze mit Silikaten.
Der Zuschlag dient auch dazu, die Eisenbegleiter Schwefel und Phosphor zu entfernen. Dazu verwendet man unter anderem Kalkstein, Salz, Sand oder Flussspat.
Das Mischen der Zuschlagstoffe nennt sich möllern.